# Niccolò (scultore)

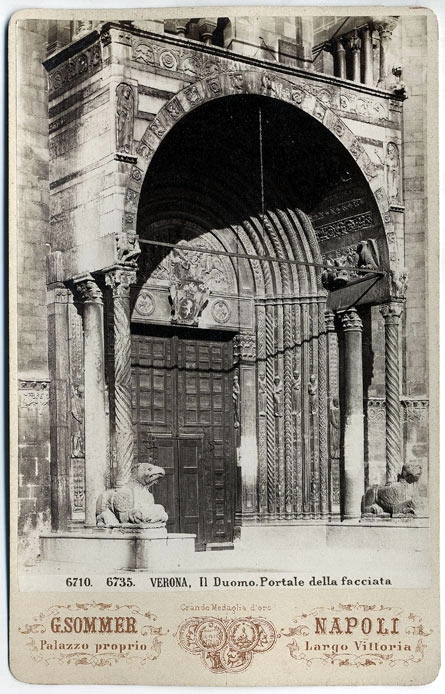
Verona. Il Duomo. Portale della facciata, Giorgio Sommer (1834-1914) - Numero di catalogo: 6710.

Nicholaus, Niccolò (fl. XII secolo), è stato uno scultore italiano attivo tra il 1122 e il 1139 e fu tra i principali maestri italiani in epoca romanica.

## Biografia

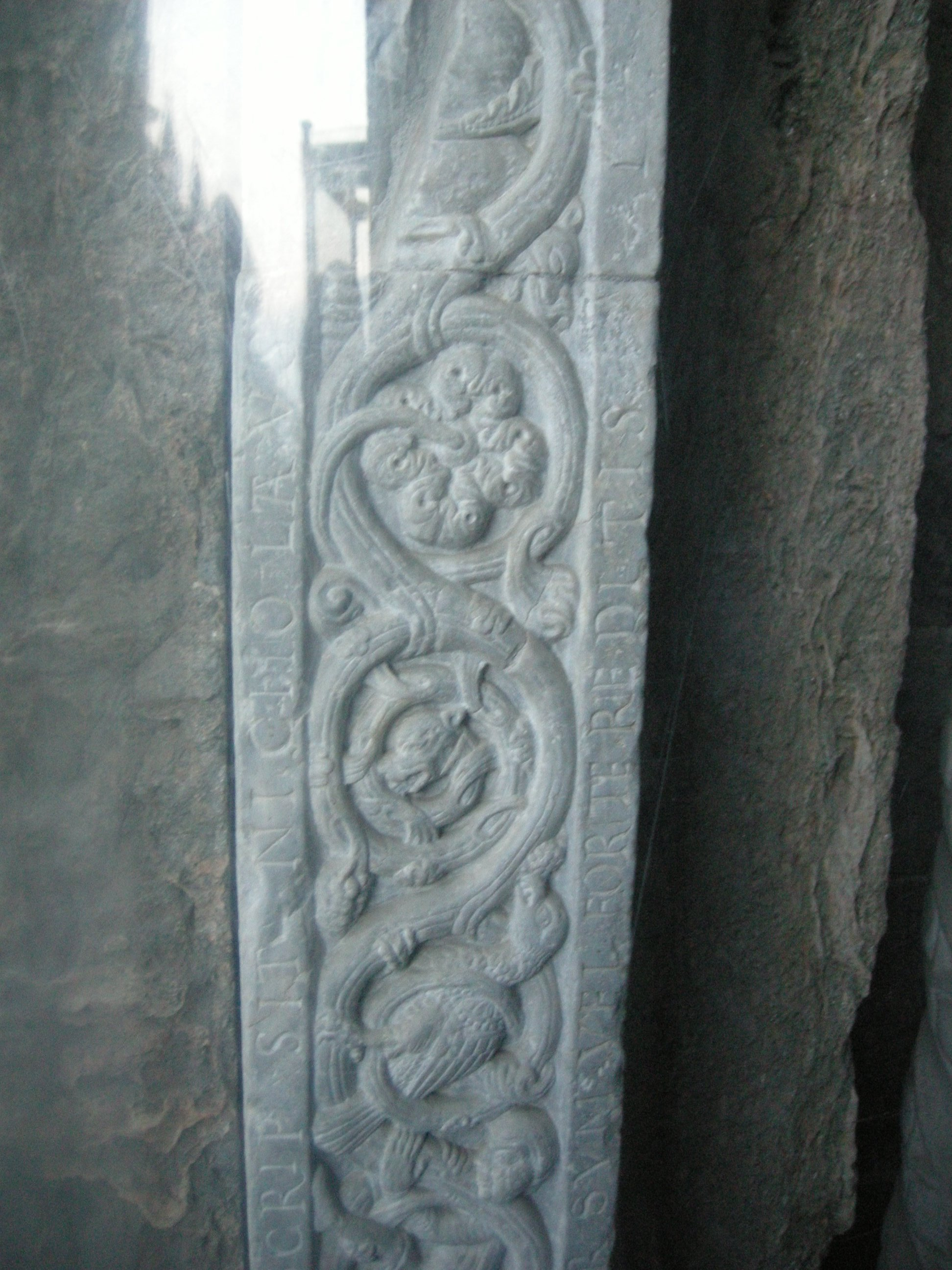
La firma di Nicholaus nella Porta dello zodiaco alla Sacra di San Michele.

È il primo maestro del quale si conosca un corpus di opere firmate, almeno quattro, che permettono di seguirne gli spostamenti attraverso l'Italia settentrionale, in Val di Susa, a Ferrara e a Verona, per dirigere cantieri talvolta aperti contemporaneamente, affiancato da collaboratori capaci di riprodurne fedelmente lo stile.
La formazione di Niccolò all'interno dell'officina wiligelmica attiva a Modena non è stata accertata; una seconda ipotesi vede Niccolò formarsi con il maestro più anziano nella cattedrale di Cremona, dove si rintracciano assonanze stilistiche e dove soprattutto si trova, nell'unione tra la strombatura lombarda e il protiro modenese, l'origine di una nuova tipologia di portale che Niccolò porterà a piena maturazione nelle opere più tarde.

## Opere

### A Piacenza
La compresenza di Niccolò e Wiligelmo nel cantiere della cattedrale di Piacenza, fondata nel 1122, si svolse con una suddivisione del lavoro che prevedeva la presenza di due botteghe separate e autonome. Quella di Niccolò realizzò il portale meridionale, attribuitogli per l'affinità stilistica e contenutistica ravvisabile tra quest'opera, nei suoi aspetti plastici come nel corredo epigrafico, e la Porta dello zodiaco in Val di Susa.
Vi sono rappresentate le Storie di Cristo sull'architrave e complessi motivi vegetali e geometrici sull'archivolto; non vi è scolpita la lunetta, secondo la tipologia italiana più arcaica. Lo stile di Niccolò si caratterizza in quest'opera giovanile per un'efficace narrazione, ottenuta attraverso forme poco rilevate, e per una raffinata cura dei dettagli che giunge a un preziosismo quasi "pittorico". Questo stile ebbe un largo seguito a Piacenza, come negli anonimi artisti delle formelle dei Paratici, nella navata centrale della basilica, che rappresentano le corporazioni di arti e mestieri che avevano finanziato la costruzione della cattedrale.
Su base stilistica si attribuisce a Niccolò e alla sua bottega un contemporaneo cantiere attivo nel portale della chiesa di Santa Eufemia.

### In Val Susa
La prima opera firmata di Niccolò si trova nella sacra di San Michele, in Val di Susa, in Piemonte, dove verosimilmente lavorò tra il 1120 e il 1130. Attraverso un protiro altissimo, a più piani, si accede allo Scalone dei morti, così chiamato perché anticamente fiancheggiato da tombe. Lo scalone conduce alla Porta dello zodiaco che ha il fronte degli stipiti decorato da rilievi raffiguranti i segni zodiacali e le dodici costellazioni, un tema simbolicamente connesso allo scorrere del tempo, quindi una sorta di memento mori. All'interno degli stipiti, tralci abitati richiamano la Porta dei principi del duomo di Modena; le colonne nella strombatura recano basi e capitelli figurati. Il linearismo dei rilievi della Porta dello zodiaco ha condotto a ipotizzare rapporti con la scuola scultorea di Tolosa.

### A Ferrara

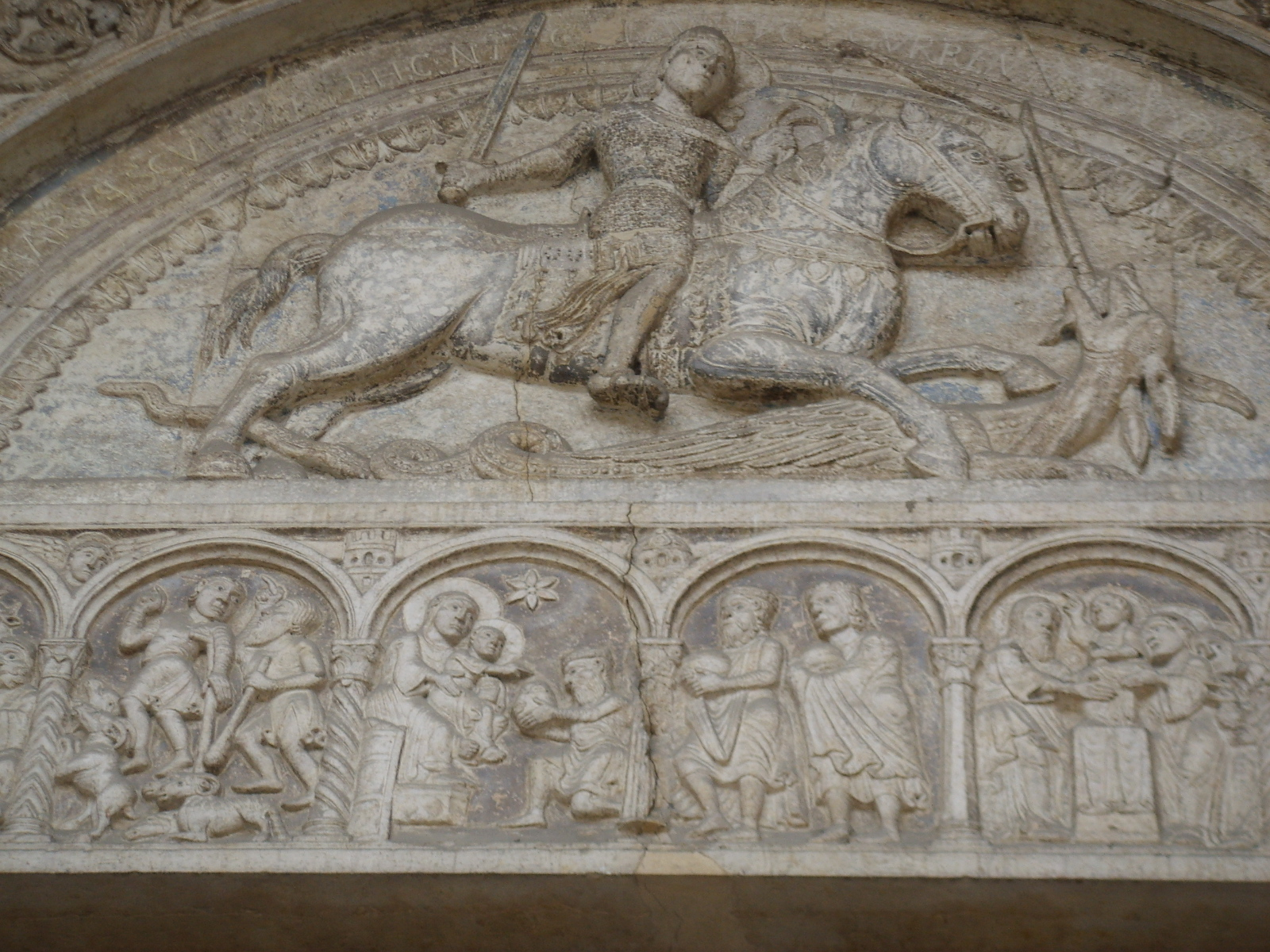
La lunetta con il San Giorgio che uccide il drago nel protiro della cattedrale di Ferrara.

Per la cattedrale di Ferrara, fondata nel 1135, si è ipotizzata un'attività di Niccolò quale architetto, dovuta al riconoscimento dell'omogeneità e affinità stilistica che regola il rapporto tra l'apparato scultoreo e la struttura dell'edificio, almeno nelle sue parti originarie ancora conservate. Dei due portali realizzati dalla bottega di Niccolò, dotati di protiro a due piani e colonne sorrette da elementi figurativi vari, si conserva integro solo quello in facciata, mentre il Portale dei Mesi, che si affacciava sulla piazza dove si tenevano i giudizi pubblici, è esposto in parte al Museo della cattedrale.
Il portale maggiore reca per la prima volta una lunetta scolpita, come si faceva già da un paio di decenni in Francia; vi è rappresentato San Giorgio che uccide il drago, primo esempio nel romanico italiano di rilievo equestre a carattere monumentale, e vi sono contenuti due esametri con la firma dell'artista e la data. Sui pilastri della ricca strombatura, tra le colonne, Niccolò introdusse le figure dei Profeti e quelle dell'Annunciazione, talvolta assimilate erroneamente alle statue-colonna della tradizione francese. A questa tradizione il portale di Niccolò è comunque assimilabile per la complessità strutturale e iconografica con la quale lo scultore giunse al culmine della propria produzione e che ripropose nelle successive opere veronesi.
Tra i lavori dell'officina di Niccolò a Ferrara si trova anche la lunetta del portale della chiesa di San Romano.

### A Verona

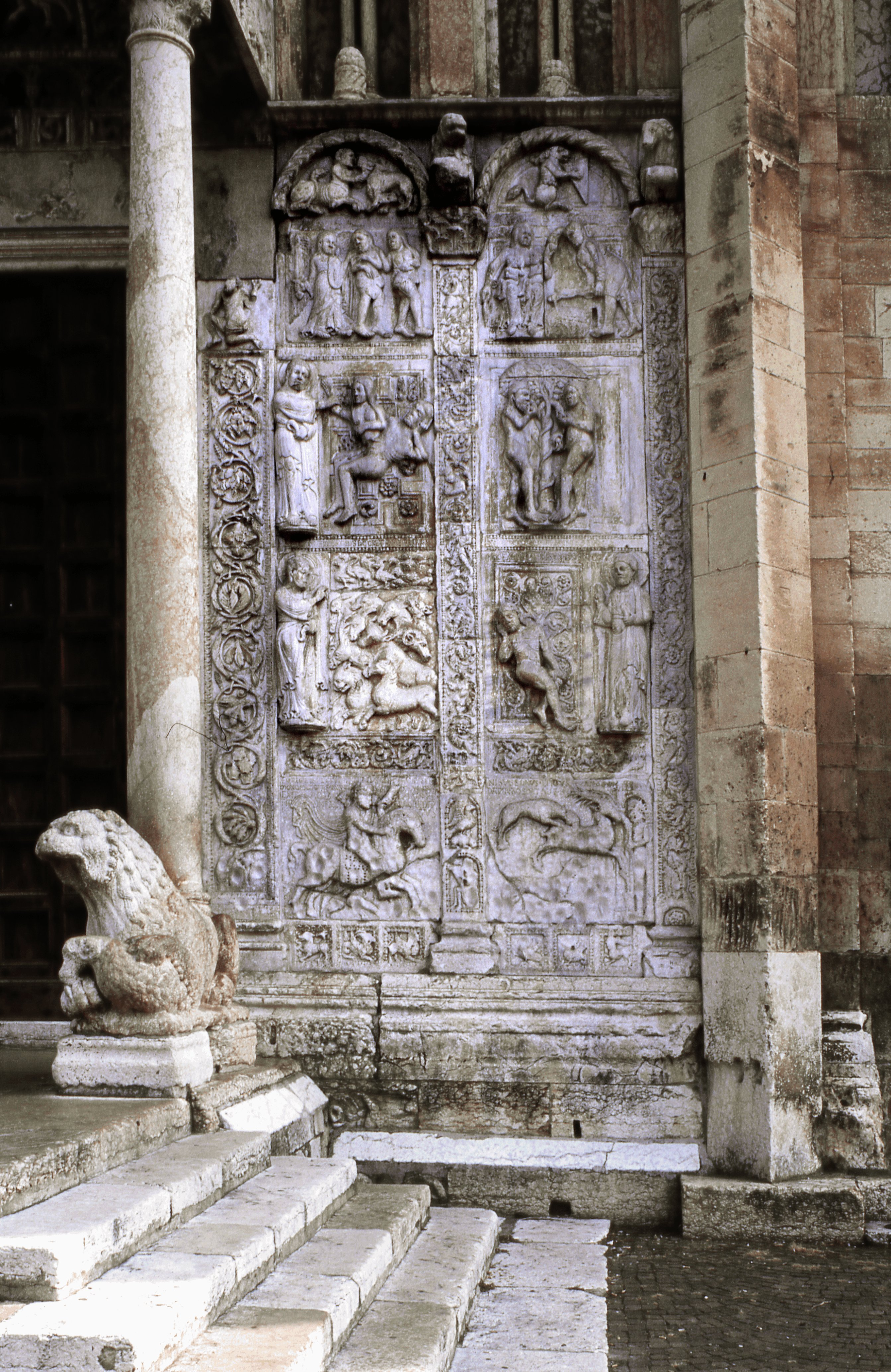
Il pannello con le storie della Genesi sulla facciata della basilica di san Zeno a Verona.

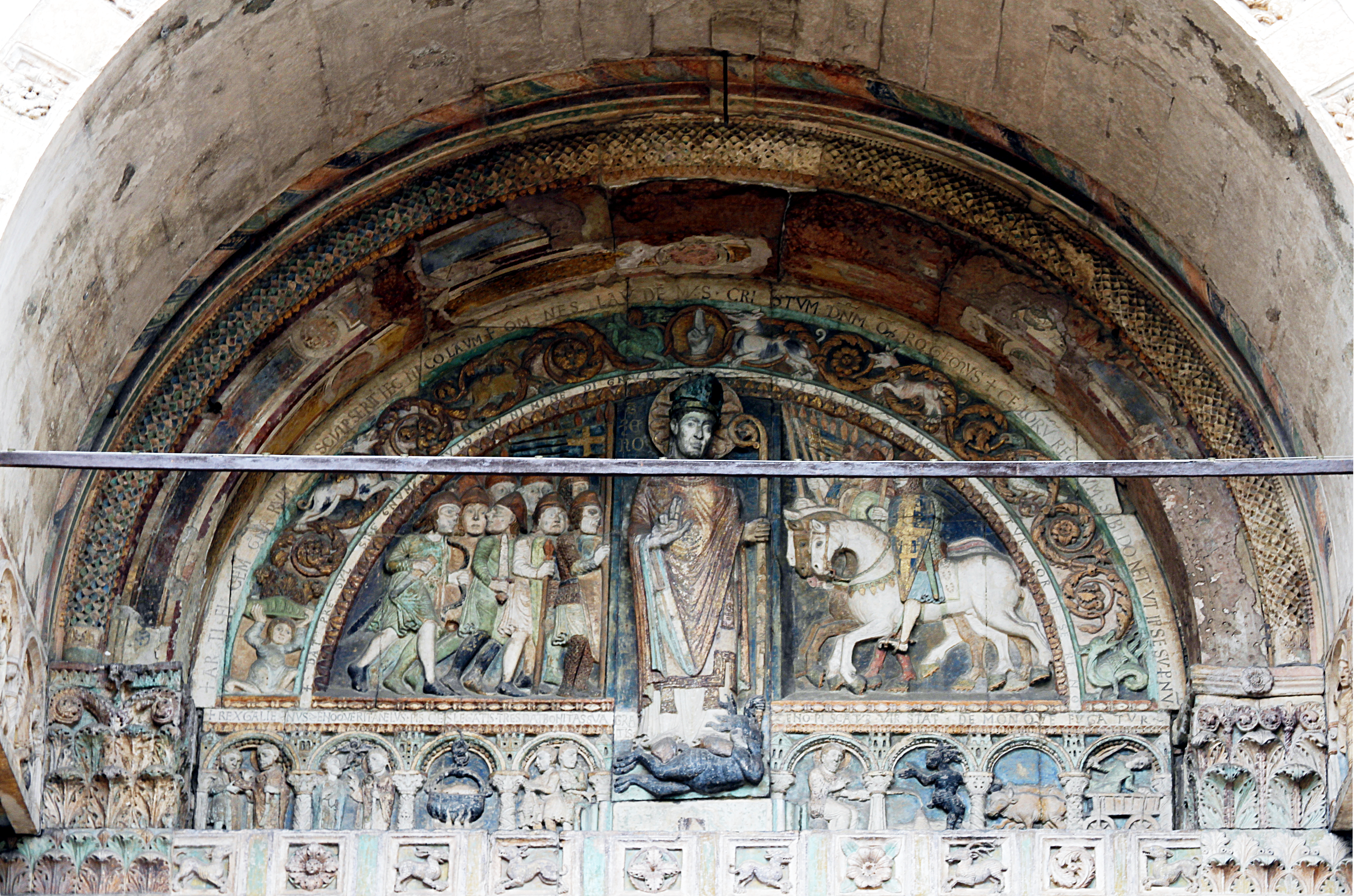
La lunetta di San Zeno nella chiesa di San Zeno Maggiore a Verona.

Nel 1138 Niccolò partecipò all'ampliamento della basilica di San Zeno a Verona. Qui si semplifica la struttura del portale lasciando luce alle formelle bronzee dei battenti, ma resta immutato il sistema iconografico con i due san Giovanni, gli Evangelisti, i Mesi. Il protiro è retto da colonne su leoni e da piccoli telamoni sulle mensole. Nella lunetta, che conserva la policromia originaria, si trova un San Zeno benedicente che calpesta il demonio tra fanti e cavalieri, rappresentanti della nobiltà e del popolo veronese. Sotto la lunetta si trovano i miracoli del santo. Dei due rilievi a fianco del portale solo quello di destra, con le storie della Genesi e del re Teodorico, è firmato da Niccolò mentre l'autore del pannello di sinistra con le storie del Nuovo testamento è un allievo di nome Guglielmo.
Del 1139 è l'ultima opera nota di Niccolò: il portale del duomo di Verona, un protiro a due piani con la Madonna in trono tra l'Annunciazione ai pastori e l'Adorazione dei Magi nella lunetta, dove si trova anche la firma dell'artista. Alle figure dei profeti con cartiglio tra le colonne della strombatura si aggiungono, sulla fronte degli stipiti, i paladini Orlando e Oliviero, evidente allusione alle crociate.

## Stile

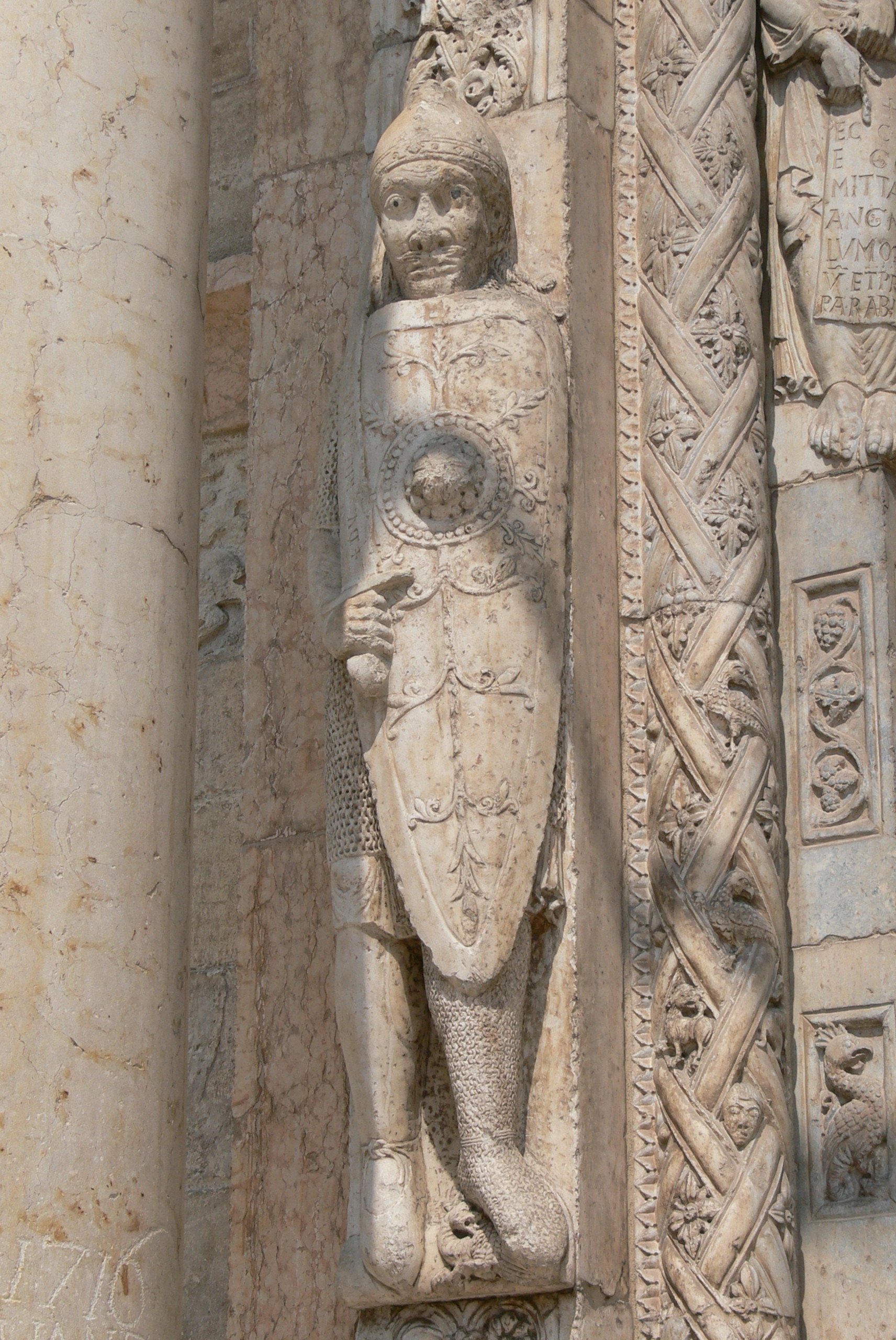
Orlando, stipite del portale del duomo di Verona.

L'opera di Niccolò si caratterizza per l'eclettismo nei riferimenti formali, per la varietà del repertorio e per l'impiego delle iscrizioni che tradiscono una notevole cultura letteraria. Quasi tutti gli interventi di Niccolò sono infatti corredati da iscrizioni moralizzanti o retoriche, composte, come quelle recanti la sua firma, tipicamente in esametri leonini. Le fonti cui attinge sono diverse: le opere antiche, i modelli bizantini e islamici (facilmente recepibili attraverso piccoli oggetti d'importazione, oppure a Venezia e nell'Italia meridionale), la miniatura, fino ai contemporanei come dimostrano i tralci abitati ripresi da Wiligelmo. Rispetto a quest'ultimo, Niccolò accresce la morbidezza e la linearità del modellato stemperando allo stesso tempo la drammaticità delle scene e la ricerca dell'immediatezza espressiva. Anche il rilievo pertanto può modularsi in una maggiore o minore accentuazione secondo diverse esigenze di rappresentazione realistica, nei rapporti spaziali come nel dettaglio.
Alla varietà formale e iconografica si unisce un'inventiva che gli consente di innovare il linguaggio strutturale dei portali d'ingresso delle chiese, per adattarli alla nuova funzione simbolica che questi assumono in età romanica, religiosa e civile allo stesso tempo. I temi svolti da Niccolò nei portali giungono ad una complessità che non ha precedenti; l'iconografia della tradizione cattolica si fonde con le nuove posizioni delle autonomie comunali, del papato romano e della chiesa riformata.